# Asio C++ 라이브러리
Asio는 네트워크 프로그래밍을 위한 C++ 라이브러리다. 오픈소스이며 크로스 플랫폼을 지원하고 무료로 사용 가능하다. 모던 C++로 만들어진 비동기 I/O 모델을 개발자에게 제공한다. Boost.Asio는 20일 동안 리뷰를 하고 2005년 12월 30일에 Boost 라이브러리에 포함되었다. 크리스토퍼 콜호프(영어: Christopher M. Kohlhoff)가 2003년부터 개발해오고 있다. Asio를 기반으로 한 네트워킹 제안이 TR2에 포함될 가능성을 위해 2006년에 C++ 표준 위원회에 제안이 되었다.

## 참조
1. ↑  C++ TR2 Networking Library Proposal